# Hezahiah Nyamau
Hezahiah Munyoro Nyamau (Kisii, 5 december 1942) is een voormalige Keniaanse atleet en olympische kampioen op de 4 x 400 m estafette.

## Loopbaan
Nyamau vertegenwoordigde Kenia op de Olympische Spelen van Mexico-Stad in 1968 op de 4 x 400 m estafette. Hij won een zilveren medaille in 2.59,64, samen met zijn teamgenoten Daniel Rudisha, Naftali Bon en Charles Asati. Het goud werd veroverd door het Amerikaanse team in de wereldrecordtijd van 2.56,16, dat pas in 1992 werd verbroken.
In 1970 vonden de Gemenebestspelen in Edinburgh plaats. Hier won Nyamau een gouden medaille op de 4 x 400 m estafette in een tijd van 3.03,63, tezamen met Charles Asati, Julius Sang en Robert Ouko. In september 1970 liep hij een wereldrecord op de 4 x 880 yd met het Keniaanse team, dat naast Nyamau zelf bestond uit Naftali Bon, Robert Ouko en Thomas Saisi, in 7.11,6.
Op de Olympische Spelen van 1972 in München kwam hij niet verder dan de kwartfinale op de 400 m, maar behaalde goud op de 4 x 400 m estafette met het Keniaanse team, waarvan verder Charles Asati, Robert Ouko en Julius Sang deel uitmaakten, in een tijd van 2.59,8.

## Titels
- Olympisch kampioen 4 x 400 m estafette - 1972
- Oost- en Centraal-Afrikaans kampioen 400 m - 1972
- Gemenebestkampioen 4 x 400 m - 1970

## Persoonlijk record
| Onderdeel | Prestatie | Jaar |
| --------- | --------- | ---- |
| 400 m     | 45,91 s   | 1968 |

## Palmares

### 4 x 400 m
- 1968:  OS - 2.59,64
- 1970:  Gemenebestspelen - 3.03,63
- 1972:  OS - 2.59,8

1912: Sheppard, Lindberg, Meredith, Reidpath ·
1920: Griffiths, Lindsay, Ainsworth-Davis, Butler ·
1924: Cochran, Helffrich, MacDonald, Stevenson ·
1928: Baird, Alderman, Spencer, Barbuti ·
1932: Fuqua, Ablowich, Warner, Carr ·
1936: Wolff, Rampling, Roberts, Brown ·
1948: Harnden, Bourland, Cochran, Whitfield ·
1952: Wint, Laing, McKenley, Rhoden ·
1956: Jenkins, Jones, Mashburn, Courtney ·
1960: Yerman, Young, G. Davis, O. Davis ·
1964: Cassell, Larrabee, Williams, Carr ·
1968: Matthews, Freeman, James, Evans ·
1972: Asati, Nyamau, Ouko, Sang ·
1976: Frazier, Brown, Newhouse, Parks ·
1980: Valiulis, Linge, Tsjernetski, Markin ·
1984: Nix, Armstead, Babers, McKay ·
1988: Everett, Lewis, Robinzine, Reynolds ·
1992: Valmon, Watts, Johnson, Lewis ·
1996: Harrison, Smith, Mills, Maybank ·
2000: Bada, Chukwu, Monye, Udo-Obong  ·
2004: Harris, Brew, Wariner, Williamson ·
2008: Merritt, Taylor, Neville, Wariner ·
2012: Brown, Pinder, Mathieu, Miller ·
2016: Hall, McQuay, Roberts, Merritt ·
2020: Cherry, Norman, Deadmon, Benjamin ·
2024: Bailey, Norwood, Deadmon, Benjamin